# Spaccanapoli (album)
Spaccanapoli è il primo e unico album del collettivo hip hop italiano Clan Vesuvio, pubblicato il 21 febbraio 1997.

## Descrizione
L'album, cantato sia in italiano che in napoletano, fu il primo disco prodotto da un gruppo rap napoletano. Nel disco fecero la loro prima apparizione i Co'Sang con la traccia Paura che passa firmata da Tony Molla (Ntò), Luca Malphi (Luchè), Denè e Daiana.
Il successo del disco portò il Clan a girare per molti centri sociali e numerose piazze italiane.
Per celebrare il ventesimo anno dall'uscita del disco è stata distribuita nei negozi digitali una versione rimasterizzata.

## Tracce
1. Intro – 1:40
2. Porta rispetto (by Lucariello, Svez, Pepp 'O Red e Squalo) – 4:23
3. Luce (by Lucariello, feat. El Doner e Speaker Cenzou) – 2:57
4. Non ne voglio (by Lucariello, Pepp 'O Red e Squalo, feat. Tiziana Massa) – 4:27
5. Mario Bros (by Pepp 'O Red) – 1:25
6. O'ffai semp (by Lucariello, feat. Pedro Zepe) – 4:38
7. Paura che passa (by Co'Sang, Denè e Daiana, prod. Luchè) – 4:42
8. Luna (by Lucariello e Pepp 'O Red) – 4:15